# Јунион Вали (Тексас)
Јунион Вали (енгл. Union Valley) град је у америчкој савезној држави Тексас. По попису становништва из 2010. у њему је живело 307 становника.

## Демографија
Према попису становништва из 2010. у граду је живело 307 становника.
| Група             | 2000.  | 2010.       |
| Белци             | . (.%) | 250 (81,4%) |
| Афроамериканци    | . (.%) | 12 (3,9%)   |
| Азијати           | . (.%) | 1 (0,3%)    |
| Хиспаноамериканци | . (.%) | 39 (12,7%)  |
| Укупно            | .      | 307         |